# Торговый доллар
Торговый доллар (англ. Trade Dollar) — серебряные торговые монеты достоинством в 1 доллар, выпускавшиеся для торговли с Китаем и другими восточными территориями.

## Торговый доллар США

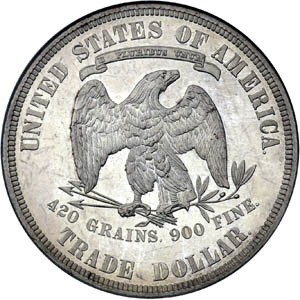
США, 1884 год

Выпуск торговых долларов был начат в США в 1873 году. Торговый доллар США не выпускался непосредственно в обращение в США, но являлся законным платёжным средством. В 1876 году, после снижения стоимости серебра, торговые доллары, выкупавшиеся за сумму, равную 80 центам, перевозились в США, где использовались по номинальной стоимости. Чтобы исключить наплыв торговых долларов на внутренний рынок, был принят закон, лишавший их статуса законного платёжного средства. В 1879—1885 годах торговые доллары чеканились незначительными тиражами для коллекционеров.

## Японский торговый доллар

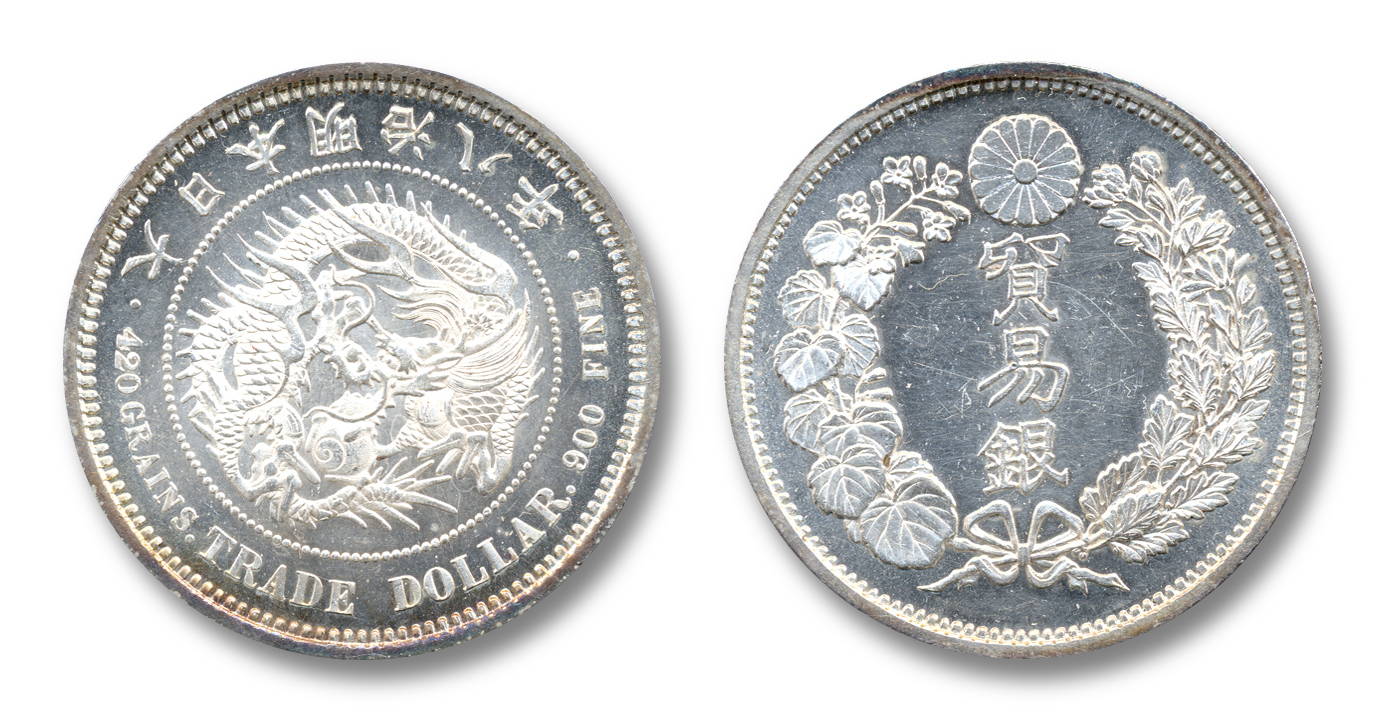
Япония, 1875 год

Японский торговый доллар чеканился в 1875—1877 годах и предназначался, как и аналогичная монета США, для торговли с Китаем. Всего было выпущено 3 056 638 монет.

## Британский торговый доллар

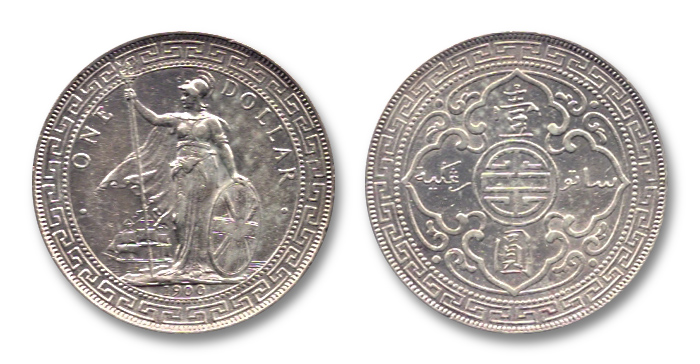
Великобритания, 1900 год, монетный двор в Бомбее

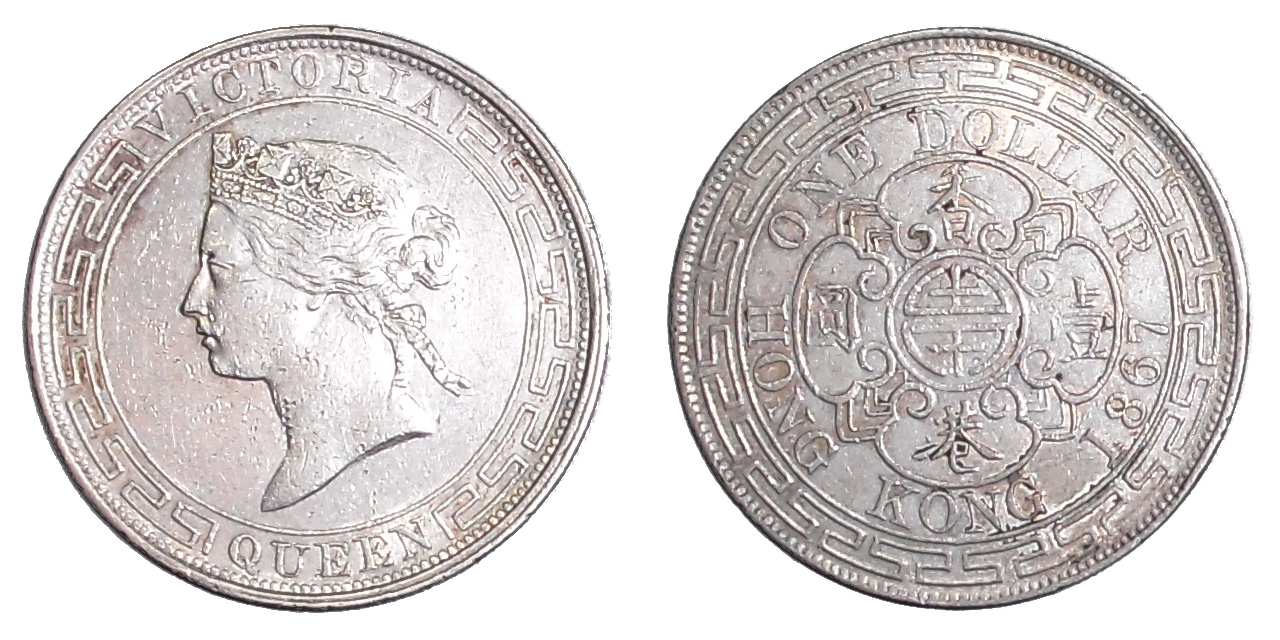
Гонконг, 1867 год

В 1895 году была начата чеканка британского торгового доллара. Доллар должен был вытеснить из обращения британских восточных колоний различные иностранные монеты. Проба и вес монеты совпадали с характеристиками чеканившегося в 1866—1868 годах серебряного гонконгского доллара, похожим было и оформление стороны монеты с надписями на китайском и малайском языках. Портрет королевы был заменён на изображение стоящей Британии. В отличие от аналогичных монет США и Японии на британском долларе не было слова «TRADE» («Торговый»). Монеты чеканились на монетных дворах в Бомбее и Калькутте (обозначения монетного двора — B и C), а в 1925 и 1930 годах и в Лондоне (без обозначения монетного двора). Выпускались в обращение через банки Гонконга, Сингапура, Пинанга и Шанхая.
Чеканка торгового доллара была прекращена в 1935 году, 1 августа 1937 года британский торговый доллар утратил статус законного платёжного средства.
Иногда к торговым долларам также относят серебряные долларовые монеты гонконгского доллара (1866—1868 годов), а также доллара Проливов (стрейтсдоллара, сингапурского доллара), проба и вес которого в 1903—1909 годах соответствовали характеристикам гонконгского и британского торгового долларов, а затем были снижены в связи с повышением цен на серебро, так как доллар Проливов был основан на золотом, а не серебряном стандарте.